# Matta El Meskeen
Matta El Meskeen atya, más néven Máté, a szegény, születési nevén pedig Youssef Iskandar (1919. szeptember 20. – 2006. június 8.), egyiptomi kopt-ortodox szerzetes.

## Élete és művei
Matta El Meskeen vált az egyiptomi szerzetesség újjáéledésének kulcsfigurájává 1969-ben, amikor az Egyiptomban lévő Szent Makárius kolostorba helyezték Wadi El Natrun völgyébe. A kezdeti hat idős szerzetesből a haláláig egy 130 szerzetest számláló kolostori közösség növekedett ki és sok más kolostor született újjá, illetve újak nyíltak. Kétszer is volt a kopt pápajelölt, de egyik esetben sem választották meg.
Emellett teológus is volt. 181 könyvet és több száz folyóiratcikket írt többek közt a bibliai exegézisről, az egyházi rítusokról, lelki és teológiai problémákról, illetve sok másról. Sok írása vitatott.

## Idézetek
„Amikor a testi éhség kegyetlenül rám tört, kielégülésemet az imában találtam. Amikor a hideg foga gonoszul belém mart, melegséget az imában leltem. Amikor az emberek hevesen bántak velem (és a hevességük valóban kemény volt), az enyhülésem az imában volt. Röviden, az imádság vált az ételemmé és italommá, a viseletemmé és a pajzsommá éjjel és nappal.”
„Nem öröm az egyház számára, ha sok aktív, különféle szolgálatokat teljesítő tagja van, akiben nincs meg a lelki jártasság, hogy a lelkeket megújítsa és újjáalkossa egy mély lelki feltámadás által, hogy így ők a Mennyek Országáé legyenek. Az igazi öröm az Egyház azon vezetőiben van, akik élesen látnak lelkileg, s akik úgy vezetik elölállóként a nyájaikat, hogy azok biztos úton követhetik őket. Nem lehetséges  lelki jártasságot tettel vagy tudással elérni, a lelki jártasság csend, visszavonulás és hosszú imádság különböző fokozataiban érhető el.”
„Úgy éreztem, hogy későn jutottam Krisztus ismeretére; a Biblia tanulmányozása olyan ijesztő feladatnak tűnt. Kétségbeesésemben kértem az Urat, hogy vagy adjon hosszú életet, hogy elég időm legyen jól tanulmányozni a Bibliát, vagy elég bölcsességet, hogy megragadhassam a rejtett jelentéseket. Az Ő végtelen jóságában, Isten mindkettőt megadta nekem.”
Amikor megkérdezték, hogy miért is nem védi meg magát a néhány írását vádlókkal szemben Matta El-Meskeen atya ezt mondta:
„Olvastad-e a János Evangéliumának a magyarázatát? Származott-e belőle nyereséged? (...) Fiam, nem fogom azzal tölteni az időmet, hogy bárkinek válaszolok, de, fiam, meg fogok halni és ők is meg fognak halni és az Egyház maradni fog, és az is maradni fog, amit felajánlottunk neki, és a jövő generáció fog megítélni bennünket.”
Halála napján (2006. június 8.) a kopt olvasmányos könyv szerint az evangéliumi szakasz János 15,17-25 volt.

## Magyarul megjelent művei
- Isten megtapasztalása az imában; ford. Fodor Györgyné Sárközi Júlia; Szent Jeromos Katolikus Bibliatársulat, Budapest, 2016, 372 p.
- Tanácsok az imádsághoz; ford. Kocsis Fülöp; Hajdúdorogi Püspöki Hivatal, Nyíregyháza, 2009 (Görögkatolikus szemle füzetek), 36 p.

## Fordítás
- Ez a szócikk részben vagy egészben  a   Matta El Meskeen című angol Wikipédia-szócikk fordításán alapul.  Az eredeti cikk szerkesztőit annak laptörténete sorolja fel. Ez a jelzés csupán a megfogalmazás eredetét és a szerzői jogokat jelzi, nem szolgál a cikkben szereplő információk forrásmegjelöléseként.